# Elena Moya Pereira
Elena Moya Pereira (Tarragona, 1970) es una escritora y periodista española. Destaca por el tratamiento relevante, central y protagonista de las mujeres en sus novelas, a la vez que rinde un homenaje a las mujeres republicanas. Además, aborda temas como la influencia de la Iglesia (Opus Dei), la educación, la homosexualidad femenina, la desigualdad de la mujer y el poder económico y financiero.

## Biografía
Elena Moya Pereira nació y creció en Tarragona, Cataluña, en los últimos años de la dictadura franquista. Se graduó en periodismo en la Universidad de Navarra y fue galardonada con una beca Fulbright para realizar un máster en periodismo financiero en Estados Unidos. Realizó una diplomatura en Creative Writing en el Birkbeck College, de la Universidad de Londres.
Trabajó en periódicos de Barcelona (El Periódico de Catalunya), Reno, y se estableció en Londres en 1998. Actualmente es reportera de negocios para The Guardian, tras haber trabajado en las agencias de noticias Bloomberg y Reuters.
Desde 2012 escribe informes financieros para gestoras de fondos de inversión. Imparte conferencias sobre Economía y Finanzas, Periodismo y Literatura.
En todos sus libros aporta una visión histórica donde visibiliza y reivindica a las mujeres como Victoria Kent, Clara Campoamor, Margarita Nelken y la Residencia de Señoritas.

## Obra
- Los Olivos de Belchite (Suma de Letras, 2011)
- La maestra republicana (Suma de Letras, 2013)
- La candidata (Suma de Letras, 2015)
- La otra orilla (Suma de Letras, 2021)

## Colaboraciones en prensa
El País
- Élites más vivas que nunca.[3]
- Por el barrio de Kate Moss.[4]
- Inglesas al poder.[5]
- El tiempo es el dinero de los jóvenes.[6]
- El pulso.

## Entrevistas y artículos
- Cazarabet conversa con...  Elena Moya, autora del libro "La Maestra republicana" (Suma de Letras).[7]
- Entrevista: ELENA MOYA | Autora de "Los olivos de Belchite".[8]
- Elena Moya,  homenaje a Victoria Kent en "La Candidata".[9]
- Entrevista Elena Moya.[10][11]
- Elena Moya retrata la desigualdad de la mujer en el poder en "La candidata".[12]
- La maestra republicana de Elena Moya desentierra la memoria de la Residencia de Señoritas.[13]
- La diputada Victoria Kent inspira la novela "La candidata", de Elena Moya.[14]
- Revista: MUJERES LUCHADORAS.[15]
- Elena Moya rescata del olvido la Residencia de Señoritas en su última novela.[16]
- Elena Moya: "La democracia está en la cabeza de las personas".[17]

## Crítica
Las novelas de Elena Moya han sido alabadas  y presentadas por Juan Cruz, Eduardo Mendoza, Paul Preston, y Julio Crespo MacLennan (director del Instituto Cervantes en Londres).

«La novela de Elena Moya es un milagro. No sólo esgrime cómo la Guerra Civil destrozó miles de vidas y amores, sino que también trasluce cómo las consecuencias del conflicto todavía están muy presentes hoy. De una manera íntima, la novela ilustra las limitaciones que una democracia tan corta impone en la vida de todos los españoles.»
Paul Preston

«Una vez más, Elena Moya nos ofrece una novela rica, que cruza épocas y culturas diferentes y que se lee de un tirón. A través de la historia de Valli, una chica de Morella que se forma como maestra en Madrid en la Residencia de Señoritas, Elena Moya nos ilustra el paso de España de las esperanzas progresistas de la Segunda República a las corruptelas de la época actual. Valli es una mujer que conoció a Lorca, a Dalí, a María de Maeztu, a Victoria Kent o a Margarita Nelken, entre otros, nunca se rinde y lucha en la guerrilla antifranquista en el Maestrazgo en los años cuarenta y contra la corrupción sesenta años después.»
Paul Preston

«Elena Moya evoca con prosa ágil y cautivadora ambientes tan dispares como el de la vida cultural de la Segunda República, la corrupción urbanística de la España contemporánea e incluso el exclusivo mundo del internado de Eton. Una novela apasionante que atrapa al lector desde la primera página y a la vez le hace reflexionar sobre la azarosa vida política de España en las últimas décadas. A través de su personaje principal, la entrañable y valiente maestra republicana, muestra la fuerza de los principios éticos frente a los intereses económicos y reivindica grandes ideales. Aporta nostalgia por un pasado idílico, indignación por el presente y hace soñar con un mundo mejor».
Julio Crespo MacLennan

"Una fábula inteligente y amena que se puede hacer realidad mientras se lee. ¡Brillante! Hay que leer a Elena Moya.»
Eduardo Mendoza